# Kormos Villő
Kormos Villő (Budapest, 1988. augusztus 2. –) háromszoros Európa-bajnoki bronzérmes magyar műugrónő.

## Sportpályafutása
2002-ben a felnőtt ob-n a dobogón végzett szinkronugrásban. Az ifjúsági Európa-bajnokságon a B kategóriában 1 méteren 12., 3 méteren 15., toronyugrásban 17. volt. 2003-ban magyar bajnok lett. Az ifjúságiak kontinensbajnokságán 1 méteren 15., 3 méteren 6. volt a B korcsoportban. A következő évben a felnőtt Európa-bajnokságon páros 3 méteren hatodik volt Barta Nórával. Az olimpián 32. lett.
2005-ben az ifjúsági Eb-n 1 méteren 16., 3 méteren 10., 3 méter párosban 9. (Gál Veronika) lett. A 2006-os úszó-Európa-bajnokságon Bartával 3 méter párosban negyedik helyezést ért el. Az ifi Eb-n 1 méteren 10. lett. 2007-ben a világbajnokságon 1 méteren 33., 3 méteren 36., 3 méter párosban 17. volt. A 2008-as olimpián 3 méteren 24. lett. Az Európa-bajnokságon 1 méteren 17., 3 méteren 11. volt.
A 2009-es világbajnokságon 3 méteren 24., toronyban 22., páros toronyugrásban 14. helyezést szerzett. A következő évben az Európa-bajnokságon 1 méteren 16., toronyban 13., torony párosban (Reisinger Zsófia) 6. lett. A 2011-es világbajnokságon toronyban 29. páros toronyugrásban (Reisinger) 13. volt. A 2011-es mű- és toronyugró-Európa-bajnokságon toronyban 13., páros toronyban (Reisinger) hatodik, csapatban (Turi Marcell) kilencedik lett. A 2011-es magyar bajnokságon az összes versenyszámot megnyerte.
A 2012-es Európa-bajnokságon toronyugrásban 16., páros toronyugrásban (Reisinger) hatodik helyezést ért el.
A 2013-as Európa-bajnokságon toronyugrásban hetedik, páros toronyugrásban (Reisinger) ötödik lett. A világbajnokságon szinkron toronyugrásban (Reisinger) 10.,
toronyugrásban 20. volt.
A 2014-es úszó-Európa-bajnokságon szinkronugrásban (Reisinger) bronzérmet szerzett. Toronyugrásban a 10. helyen zárt. Szinkron műugrásban (Gondos) hetedik volt.
A 2015-ös Európa-bajnokságon toronyugrásban 10. lett. Szinkron toronyugrásban (Reisinger) bronzérmet nyert. Szinkron műugrásban (Gondos) hetedik helyen végzett. A 2015-ös universiadén toronyugrásban 14., szinkron műugrásban (Gondos) 5. volt. A 2015-ös úszó-világbajnokságon szinkron műugrásban (Gondos) 17., szinkron toronyugrásban (Reisinger) 13., toronyugrásban 30. lett. Az universiadén páros műugrásban (Gondos) ötödikek lettek.
A 2016-os úszó-Európa-bajnokságon Reisingerrel ismét harmadikok lettek szinkron toronyugrásban. Toronyugrásban 15. volt.A riói olimpián a 27. helyen végzett a műugrók 10 méteres számában.
A 2017-es Európa-bajnokságon toronyugrásban 11., 3 méteren 15., szinkron műugrásban (Gondos) 7. volt.
A 2017-es budapesti világbajnokságon Gondos Flórával párban a 17. helyen végzett a 3 méteres szinkronugrás selejtezőjében, és nem jutott be a döntőbe, csakúgy, ahogyan a 10 méteres toronyugrásban sem, ahol a selejtezőben a 28. helyen végzett.
2018. március 8-án bejelentette visszavonulását.

## Díjai, elismerései
- Az év magyar műugrója (2013, 2014, 2015,[19] 2016,[20] 2017[21])